# Теракты на Бали (2002)
Террористические акты на Бали (2002) произошли 12 октября 2002 в туристическом районе Кута на индонезийском острове Бали. Нападение было крупнейшим по количеству жертв и пострадавших террористическим актом в истории Индонезии — убито 202 человека, 164 из которых были иностранцами, а 38 — индонезийскими гражданами. Были ранены 209 человек.
12 октября 2002 г. в 23:05 около входа в ночной клуб Paddy’s Pub, где проходила дискотека, сработало первое из двух взрывных устройств весом около 1 кг. Спустя четверть минуты, когда люди начали в жуткой панике покидать зал по пути к бару Sari, произошёл взрыв второго самодельного взрывного устройства весом более центнера в салоне оставленного на парковке «Фольксвагена».
Третий взрыв прогремел в 23:09 около консульства США в Денпасаре, жертв нет.
Нападение состояло из взрывов трёх бомб: террорист-смертник, машина со взрывчаткой (оба взрыва прогремели около ночных клубов в Куте), а также третье, намного меньшее по количеству тротила устройство, которое было взорвано около консульства Соединённых Штатов в Денпасаре и вызвало лишь только незначительное повреждение здания.

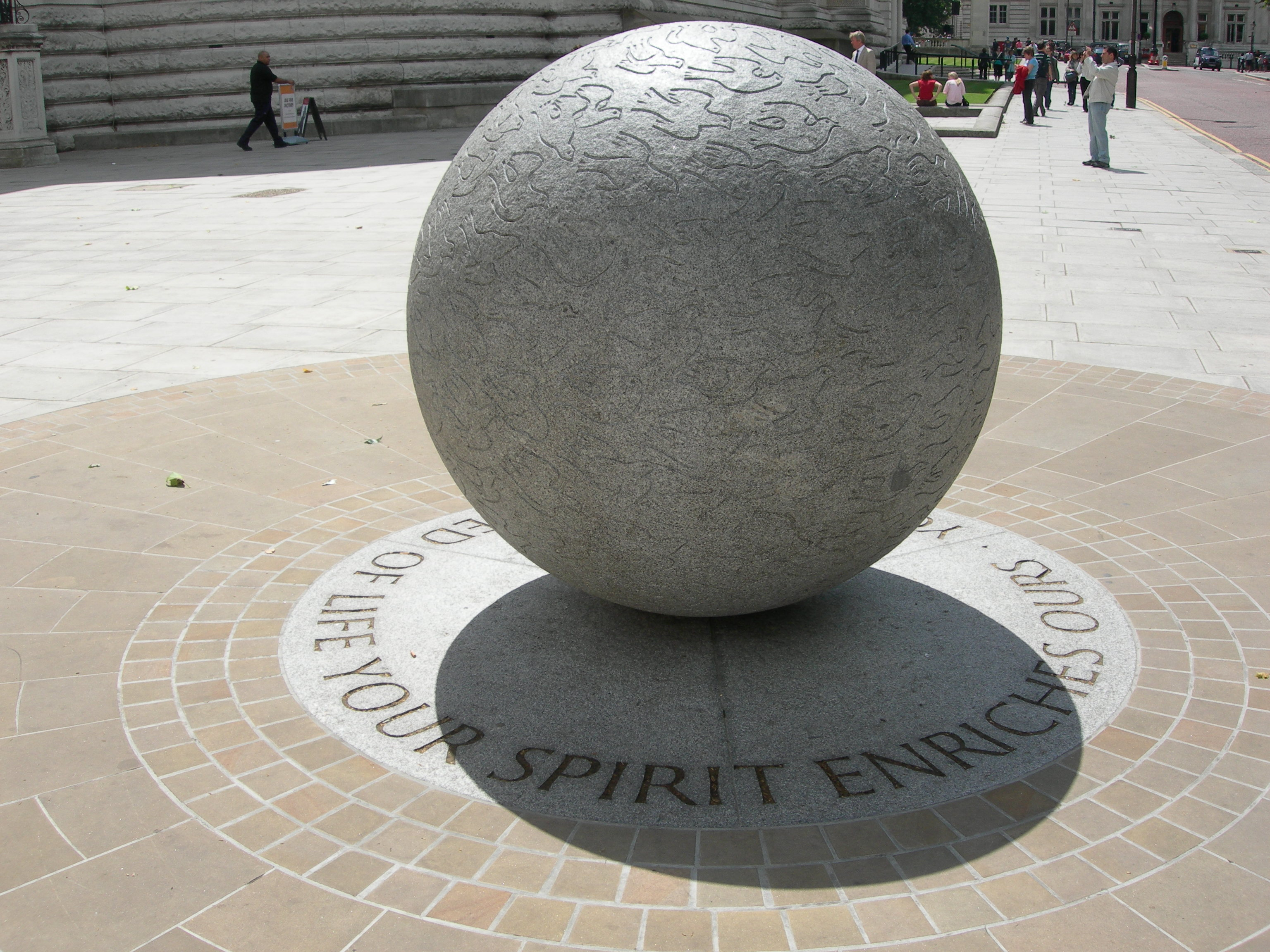
Памятник жертвам теракта на Бали, Лондон, Англия

Несколько членов Джемаа Исламия были признаны виновными в акции, включая трёх человек, которые были приговорены к казни. Абу Бакар Баашир, предполагаемый духовный лидер Джемаа, был признан виновным и приговорён к заключению сроком до двух с половиной лет. Ридуан Исаддин, известный как Хамбали и подозреваемый в качестве экс-лидера Джемаа, находится в американском плену в неизвестном месте без предъявления каких-либо обвинений.
Теракты имели значительный международный резонанс и были осуждены Резолюцией 1438 Совета Безопасности ООН.